# Licznik scyntylacyjny

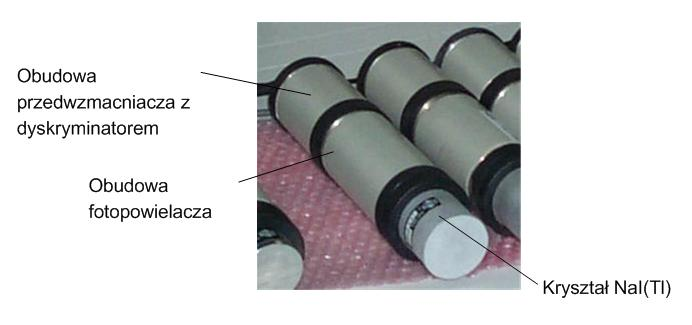

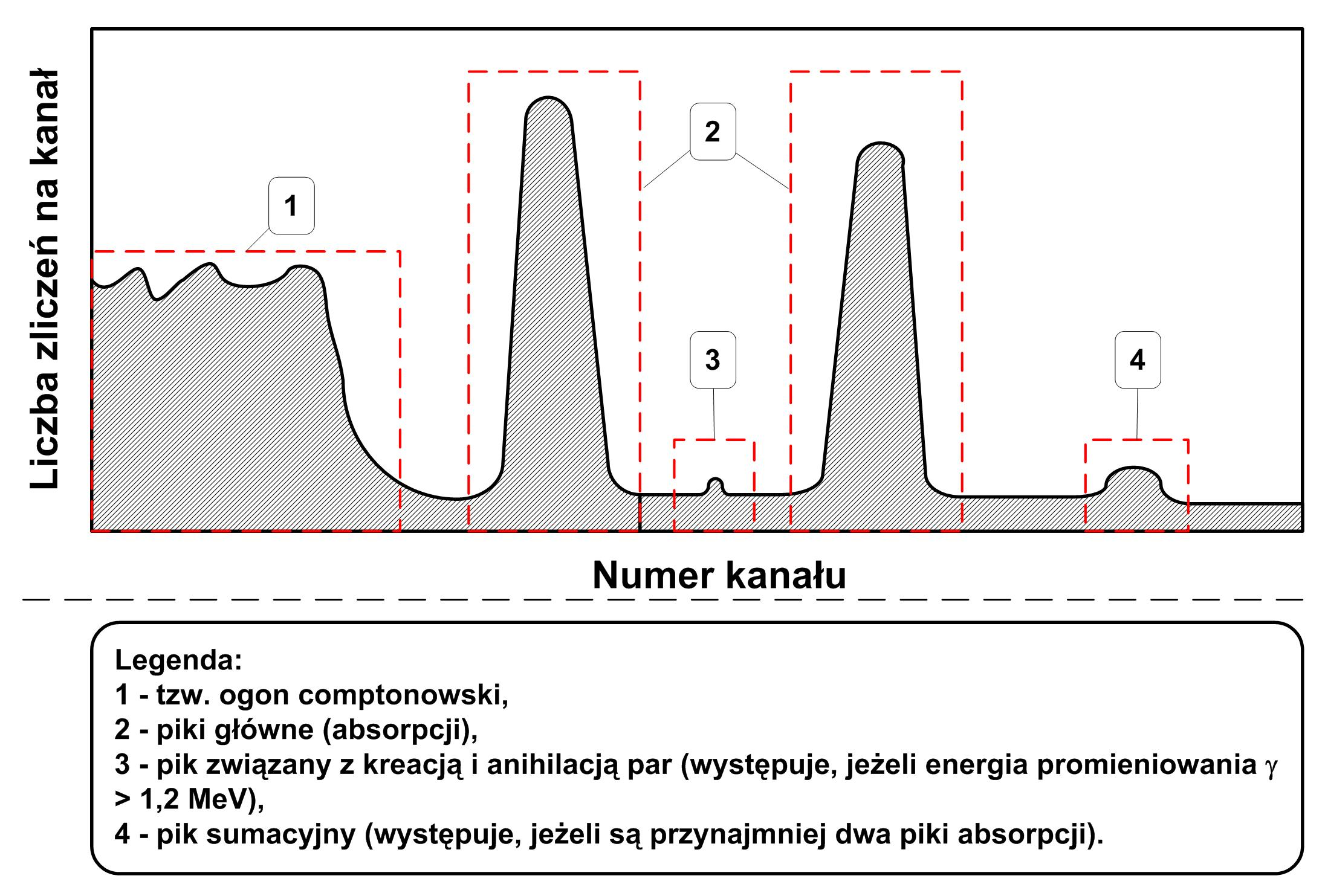

Schemat budowy licznika scyntylacyjnego zbudowanego z komory scyntylacyjnej i fotopowielacza

Licznik scyntylacyjny – detektor promieniowania jonizującego. Podstawą działania jest zjawisko scyntylacji, zachodzące w niektórych substancjach pod wpływem bombardowania ich cząstkami naładowanymi: podczas przechodzenia przez scyntylator cząstki jonizującej wytwarzane są jony i elektrony, które z kolei są źródłem emisji fotonów, obserwowanych w postaci błysków świetlnych. Ogromny rozwój techniki liczników scyntylacyjnych wiąże się z rozwojem technologii produkcji odpowiednich do tych celów scyntylatorów, nie pochłaniających swego promieniowania "własnego".
Akt oddziaływania cząsteczki lub kwantu promieniowania jądrowego, będący warunkiem detekcji promieniowania, następuje w scyntylatorze. Zachodzi w nim przetwarzanie części energii promieniowania na energię świetlną. Wiązka kwantów świetlnych prowadzona światłowodem dociera do fotokatody fotopowielacza, i zostaje zaabsorbowana w materiale fotokatody, wybijając z niej fotoelektrony. Fotoelektrony kierowane są na pierwszą dynodę fotopowielacza i wyzwalają z niej elektrony emisji wtórnej. Kolejne dynody dołączone są do coraz wyższego potencjału, toteż elektrony ulegają przyspieszeniu w polu elektrycznym.
Obecnie detektory scyntylacyjne są budowane w postaci sond składających się z:
- kryształu scyntylacyjnego,
- fotopowielacza,
- przedwzmacniacza wraz z dyskryminatorem.

Najczęściej wykorzystywanymi kryształami do tych detektorów jest NaI(Tl) (jodek sodu aktywowany talem), natomiast najstarszym znanym scyntylatorem jest ZnS (siarczek cynku), który w początkowym okresie służył również do pokrywania ekranów lamp kineskopowych.
Ze względu na znaczne wzmocnienie sygnału, pewność działania (w tym odporność na wysokie temperatury nawet do 120 °C) wykorzystywane są często w badaniach wykorzystujących techniki jądrowe (np. geofizyka, badanie procesów przemysłowych metodami izotopowymi). Istotną wadą liczników scyntylacyjnych z kryształami scyntylatorów nieorganicznych jest ich możliwość stosowania dla energii promieniowania gamma dopiero od linii ameryku 241Am (59.5 keV). Przy czym widmo takiego licznika składa się zazwyczaj z:
- tzw. ogona komptonowskiego (związany z rozpraszaniem komptonowskim absorbowanego promieniowania),
- główny pik absorpcji,
- w przypadku emisji przez źródło kilku linii promieniowania gamma, pik sumacyjny.

Przy wykorzystywaniu sond scyntylacyjnych należy zwrócić uwagę również na temperaturę pracy, gdyż widmo licznika przesuwa się (pływa) oraz na starzenie się kryształów związane głównie z uszkodzeniami radiacyjnymi. Innym ważnym parametrem pracy jest dopasowanie widmowe, czyli dokładność pokrywania się charakterystyk widmowych scyntylatorów i fotopowielaczy, co decyduje o sprawności detektora.